# Ammomanopsis grayi
Ammomanes grayi е вид птица от семейство Чучулигови (Alaudidae), единствен представител на род Ammomanes.

## Разпространение
Видът е разпространен в Ангола и Намибия.